# های بریج (نیوجرسی)
های بریج (به انگلیسی: High Bridge) شهری در ایالت نیوجرسی کشور ایالات متحده آمریکا است که جمعیت آن در سرشماری سال ۲۰۱۰ میلادی، ۳٬۶۴۸ نفر بوده‌است.